# 34 Batalion Straży Granicznej
34 Batalion Straży Granicznej – jednostka organizacyjna Straży Granicznej w II Rzeczypospolitej.

## Formowanie i zmiany organizacyjne
Wykonując postanowienia uchwały Rady Ministrów z 23 maja 1922 roku, minister spraw wewnętrznych rozkazem z 9 listopada 1922 roku zmienił nazwę „Bataliony Celne” na „Straż Graniczną”. Wprowadził jednocześnie w formacji nową organizację wewnętrzną. 34 batalion celny przemianowany został na 34 batalion Straży Granicznej.
34 batalion Straży Granicznej funkcjonował w strukturze Komendy Powiatowej Straży Granicznej w Nieświeżu, a jego dowództwo stacjonowało w Siejłowiczach. W skład batalionu wchodziły cztery kompanie strzeleckie oraz jedna kompania karabinów maszynowych w liczbie 3 plutonów po 2 karabiny maszynowe na pluton. Dowódca batalionu posiadał uprawnienia dyscyplinarne dowódcy pułku. Cały skład osobowy batalionu obejmował etatowo 614 żołnierzy, w tym 14 oficerów.
W 1923 roku batalion przekazał swój odcinek oddziałom Policji Państwowej i został rozwiązany.

## Służba graniczna
Sąsiednie bataliony
- 2 batalion Straży Granicznej ⇔ 37 batalion Straży Granicznej – 1 grudnia 1922[3][7]
- 2 batalion Straży Granicznej ⇔ ? − IV 1923[8]

## Dowódcy batalionu
- mjr kaw. Władysław Dąbrowski (27 IX 1922 - 20 VII 1923 → komendant 31 baonu SG)